# Celtis hypoleuca
Espèce
Classification APG III (2009)
Statut de conservation UICN

 EN (needs updating) B1+2c : En danger
Celtis hypoleuca est une espèce de plantes à fleurs de la famille des Ulmaceae, selon la classification classique, de la famille des Cannabaceae, selon la classification phylogénétique, endémique de Nouvelle-Calédonie.